# Indywidualne gospodarstwo rolne
Indywidualne gospodarstwo rolne – jednostka gospodarcza funkcjonująca na obszarach wiejskich, będąca w dyspozycji rolnika, której cechą charakterystyczną jest, że czynniki wytwórcze w postaci pracy, ziemi i kapitału pozostają własnością rodziny rolniczej. Indywidualne gospodarstwo rolne utożsamiane jest z pojęciem gospodarstwo rolne.

## Indywidualne gospodarstwo rolne wg GUS
Według Głównego Urzędu Statystycznego pojęcie gospodarstwo indywidualne obejmuje:
- gospodarstwa o powierzchni 1 ha i więcej użytków rolnych,
- gospodarstwa o powierzchni poniżej 1 ha użytków rolnych (w tym nieposiadające użytków rolnych) prowadzące działy specjalne produkcji rolnej lub produkcję o znaczącej (określonej odpowiednimi progami) skali: drzew owocowych, krzewów owocowych, szkółek sadowniczych i ozdobnych, warzyw i truskawek gruntowych, chmielu, tytoniu, kóz oraz dzikich zwierząt utrzymywanych w gospodarstwie dla produkcji mięsa (np. dziki, sarny, daniele).

Według ustawy z 1996 r. o powszechnym spisie rolnym – gospodarstwo rolne oznacza grunty rolne wraz z gruntami leśnymi, budynkami lub ich częściami, urządzeniami i inwentarzem, jeżeli stanowią lub mogą stanowić zorganizowaną całość gospodarczą, oraz prawami i obowiązkami związanymi z prowadzeniem gospodarstwa rolnego, w tym indywidualne gospodarstwa rolne i działki rolne.

## Indywidualne gospodarstwo rodzinne wg ustawy o kształtowaniu ustroju rolnego
Według ustawy o kształtowaniu ustroju rolnego z 2003 r. za gospodarstwo rodzinne uważa się:
- prowadzone przez rolnika indywidualnego,
- w którym łączna powierzchnia użytków rolnych jest nie większa niż 300 ha.

Przy ustalaniu powierzchni użytków rolnych będących przedmiotem współwłasności uwzględnia się powierzchnię nieruchomości rolnych odpowiadających udziałowi we współwłasności takich nieruchomości, a w przypadku współwłasności łącznej uwzględnia się łączną powierzchnię nieruchomości rolnych stanowiących przedmiot współwłasności.
Za rolnika indywidualnego uważa się osobę fizyczną, będącą właścicielem lub dzierżawcą nieruchomości rolnych o łącznej powierzchni użytków rolnych nieprzekraczających 300 ha, prowadzącą osobiście gospodarstwo rolne, posiadającą kwalifikacje rolnicze, zamieszkałą w gminie, na obszarze której położona jest jedna z nieruchomości rolnych wchodzących w skład tego gospodarstwa.

## Gospodarstwo rolne wg Kodeksu cywilnego
Według Kodeksu cywilnego z 1964 r. – za gospodarstwo rolne uważa się grunty rolne wraz z gruntami leśnymi, budynkami lub ich częściami, urządzeniami i inwentarzem, jeżeli stanowią lub mogą stanowić zorganizowaną całość gospodarczą, oraz prawami i obowiązkami związanymi z prowadzeniem gospodarstwa rolnego.

## Gospodarstwo rolne wg ustawy o podatku rolnym
Według ustawy o podatku rolnym z 1996 r. – za gospodarstwo rolne dla celów podatku rolnego uważa się obszar użytków rolnych, gruntów pod stawami oraz sklasyfikowanych w operatach ewidencyjnych jako użytki rolne gruntów pod zabudowaniami związanymi z prowadzeniem tego gospodarstwa o łącznej powierzchnie przekraczającej 1 ha lub o powierzchni użytków rolnych przekraczającej 1 ha przeliczeniowy, stanowiących własność lub znajdujących się w posiadaniu osoby fizycznej lub osoby prawnej albo jednostki organizacyjnej nie mającej osobowości prawnej.

## Liczba gospodarstw rolnych
Według danych Rocznika Statystycznego Rolnictwa z 2007 r. i 2021 r. liczba gospodarstw rolnych przedstawiała się następująco:
- 2000 r. – 2859,2 tys.
- 2010 r. – 1509,1 tys.
- 2020 r. – 1317,5 tys.